# Szahrud
Szahrud (perski: شاهرود) – miasto w Iranie, w ostanie Semnan. W 2006 roku miasto liczyło 140 474 mieszkańców w 35 548 rodzinach.